# Carlos Valcárcel Riveiro
Carlos Valcárcel Riveiro, també conegut pels seus àlies digitals Orlophe Vauchertres i Orlophe Interlingua (Galícia, segle xx), és un filòleg, professor, músic i creador de contingut digital gallec. Imparteix docència i investiga sobre lingüística francesa, didàctica de la llengua i lexicografia a la Universitat de Vigo.
En els darrers anys, s'ha convertit, gràcies a la seva activitat a les xarxes socials, en un dels màxims difusors internacionals al públic general de la interlingua, una de les llengües planificades amb més parlants al món. També pertany al grup de pop electrònic Projecto Mourente.

## Trajectòria
Valcárcel Riveiro és llicenciat en Filologia romànica i es doctorà el 2007 amb la tesi Xeolingüística da periferia románica atlántica. Entre els diversos projectes de recerca en què treballa per implementar les TIC en la lingüística, és un destacat promotor de l'ús del programari wiki —especialment el Viccionari i la Viquipèdia— per a facilitar l'accés ciutadà als continguts lexicogràfics. Ha impartit conferències i ha organitzat activitats d'enriquiment col·laboratiu d'aquest diccionari en línia dins les comunitats universitàries en llengües romàniques.
Del 2020 ençà, s'ha popularitzat a Internet pels seus vídeos sobre pedagogia lingüística a TikTok i a Instagram, que tenen la gran característica d'estar fets íntegrament en interlingua, una llengua planificada creada el 1951. Valcárcel Riveiro l'aprengué el 2005 fins a un nivell gairebé matern i la començà a difondre a les xarxes socials sota el pseudònim Orlophe Vauchertres durant la pandèmia de COVID-19. L'elevada intel·ligibilitat d'aquest idioma amb l'anglès i les llengües romàniques, sumada a la creixent valorització de la difusió de llengües minoritzades, disparà en pocs anys el l'interès del públic digital cap als seus continguts i la interlingua, amb centenars de milers de seguidors. Això li feu guanyar notabilitat mediàtica (inclòs un reportatge de la BBC) i també una beca universitària perquè s'entengué el seu impacte sociolingüístic com una eina de transferència de coneixement acadèmic.
En l'àmbit musical, lidera i és membre del Projecto Mourente, un grup d'electropop amb diversos discs publicats i que cerca apropar la música en gallec al públic juvenil a través de referències poètiques d'escriptors històrics en aquesta llengua.